# Homosexualidad en aves

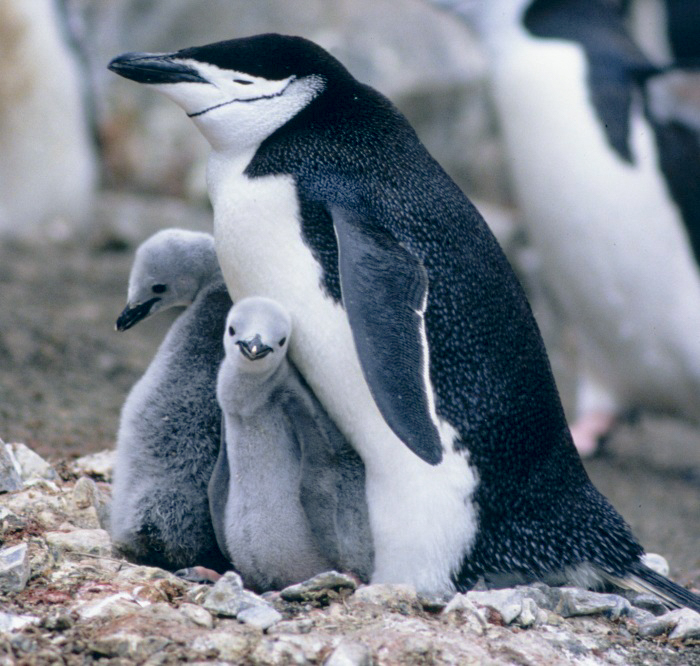
Dos pingüinos barbijos macho del zoo de Central Park de nueva York. Tras aparearse, los encargados del zoológico colocaron una piedra que intentaron empollar siendo sustituida por un huevo fértil. Tras la eclosión, ambos criaron al polluelo.

Entre las especies aviarias se han documentado evidencias de comportamiento homosexual como el apareamiento, el cortejo, el afecto, la unión de pareja o crianza. Estos detalles aparecen descritos en el libro del investigador Bruce Bagemihl: Biological Exuberance: Animal Homosexuality and Natural Diversity de 1999.
En su libro Bagemihl comenta que hasta comienzos de los años 90 no se tuvo en cuenta la identidad sexual de manera "oficial" a gran escala ante los posibles prejuicios hacia el colectivo LGBT. Dicho volumen se divide en tres partes: Two Hundred Years at Looking at Homosexual Wildlife, Explaining (Away) Animal Homosexuality y Not For Breeding. En este hace hincapié en los "prejuicios sistemáticos" y la "ignorancia presente en la biología" por parte de científicos a los que califica de "cerrados de mente" que buscan explicaciones reproductivas sobre la homosexualidad, transexualidad y la no-procreación como alternativa a la heterosexualidad.
Petter Bøckman, consejero académico de Against Nature? declaró "varios científicos han descrito la homosexualidad como algo completamente diferente al sexo. Deben comprender que los animales pueden tener relaciones con quien quieran sin la consideración de ningún investigador que cuestione los principios éticos. El comportamiento homosexual es frecuente entre aves y mamíferos sociales, en especial en los marinos junto con los primates."
El comportamiento sexual entre el reino animal se expresa de diferentes maneras, incluso entre las mismas especies y sus motivaciones, las cuales siguen siendo investigadas para una mayor comprensión. La investigación de Bagemihl ha documentado la homosexualidad en más de quinientas especies desde primates hasta parásitos intestinales. La homosexualidad en animales ha sido objeto de controversia entre los socialconservadores, puesto que este caso implicaría también a los humanos mientras que otras fuentes declaran que "no se puede equiparar la moralidad humana con el comportamiento animal". Aunque dicho comportamiento ha recibido varios nombres, el más correcto sería aquel en el que el animal, en este caso el ave, muestra su sexualidad de manera natural mediante el cortejo y posterior apareamiento.

## Ejemplares avícolas
| - Pavo doméstico - Avestruz - Garceta común - Lechuza - Pollo - Gaviota - Gallito de las rocas guayanés - Ánsar común - Periquito común - Chipe encapuchado - Pato - Cisne negro - Grajilla - Gaviota marfil | - Cisne mudo - Emu - Pingüino rey - Ánade real - Cuervo - Gaviota cana - Hormiguero bicolor - Cigüeñuela negra - Cyanocorax sanblasianus - Gorrión común - Buitre - Paloma - Avión zapador - Pájaro capuchino | - Flamenco chileno - Diamante mandarín - Cormorán moñudo - Cigüeña blanca - Cotorra de Kramer - Obispo rojo - Lori - Porrón bola - Golondrina bicolor - Ermitaño colilargo común - Pagaza piquirroja - Corocoro blanco - Centrocercus - Flamenco chico |